# Phylis Smith
Phylis Smith (* 29. September 1965 in Birmingham) ist eine ehemalige britische Leichtathletin, deren Spezialstrecke der 400-Meter-Lauf war.

## Sportliche Erfolge
Smith nahm an zwei Olympischen Spielen (1992 und 1996) teil. Bei den Olympischen Spielen 1992 in Barcelona gewann sie mit der britischen 4-mal-400-Meter-Staffel in der Besetzung Smith, Sandra Douglas, Jennifer Stoute und Sally Gunnell die Bronzemedaille. In 3:24:23 min musste sich das britische Quartett nur den Mannschaften des Vereinten Teams sowie der USA geschlagen geben.
Auch bei den Leichtathletik-Weltmeisterschaften war Smith erfolgreich. So gewann sie beim 4-mal-400-Meter-Wettbewerb der Weltmeisterschaften 1993 in Stuttgart gemeinsam mit Linda Keough, Tracy Goddard und Sally Gunnell in 3:23,41 min eine Bronzemedaille. Zwei Jahre zuvor, bei den Weltmeisterschaften in Tokio, musste sich die britische Staffel zwar mit Rang vier begnügen, stellte aber in 3:22,01 min einen nationalen Rekord auf.
Eine Goldmedaille ergab sich für Smith mit der britischen 4-mal-400-Meter-Staffel bei den Commonwealth Games 1994 im kanadischen Victoria.
Als Einzelstarterin belegte sie im 400-Meter-Lauf Rang drei bei den Europameisterschaften 1994 in Helsinki.

## Bestzeiten
- Freiluft
  - 400-Meter-Lauf: 50,87 s (1992)
- Halle
  - 400-Meter-Lauf: 51,69 s (1997), Nationaler Rekord

## Sonstiges
Bei einer Körpergröße von 1,68 m betrug ihr Wettkampfgewicht 62 kg.